# Don (Vilaine)
Der Don [dɔ̃] ist ein Fluss in Frankreich, der überwiegend im Département Loire-Atlantique in der Region Pays de la Loire verläuft. Er entspringt im Gemeindegebiet von Saint-Michel-et-Chanveaux, im benachbarten Département Maine-et-Loire. Sein Quellbach ändert mehrfach seinen Namen und wird erst unterhalb des kleinen Stausees Étang de la Selle als Don bezeichnet. Er entwässert generell in westlicher Richtung und mündet nach rund 92  Kilometern an der Gemeindegrenze von Massérac und Avessac als linker Nebenfluss in die Vilaine. Hier stößt er am gegenüberliegenden Ufer auf das angrenzende Département Ille-et-Vilaine in der Region Bretagne.

## Orte am Fluss

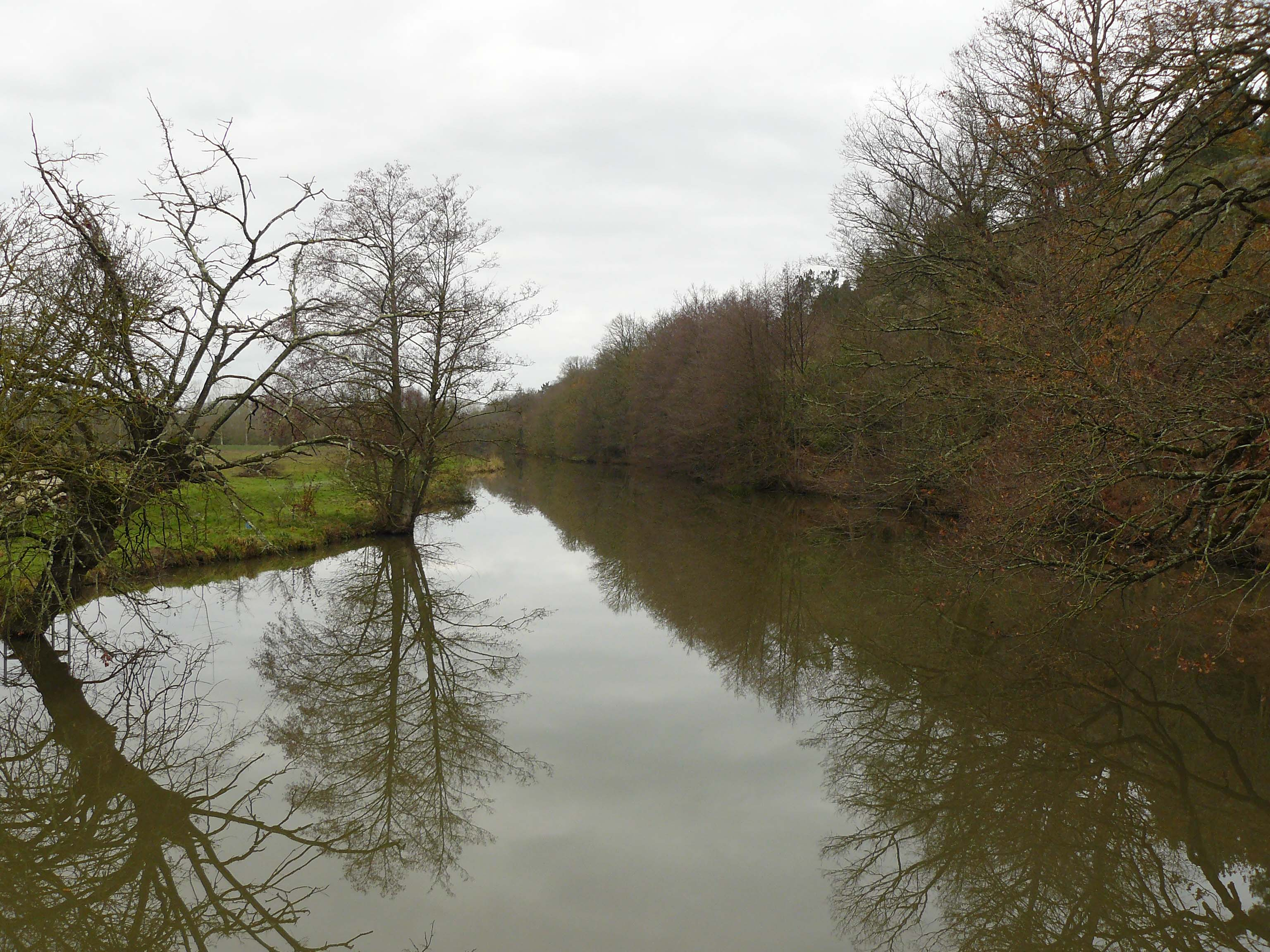
Der Don bei Guémené-Penfao

- Saint-Julien-de-Vouvantes
- Petit-Auverné
- Moisdon-la-Rivière
- Issé
- Treffieux
- Jans
- Marsac-sur-Don
- Guémené-Penfao
- Massérac